# Élections cantonales de 2004 dans la Meuse
Les élections cantonales ont eu lieu les 21 et 28 mars 2004.
Lors de ces élections, 15 des 31 cantons de la Meuse ont été renouvelés. Elles ont vu l'élection de la majorité UDI dirigée par Christian Namy, succédant à Bertrand Pancher, président UDI du conseil général depuis 2001.

## Résultats à l’échelle du département
Répartition départementale des résultats (2e tour).
- PS (30,77 %)
- DVG (4,76 %)
- Divers (1,98 %)
- UMP (22,98 %)
- DVD (31,41 %)
- FN (8,1 %)

| Étiquette      | Étiquette                          | Premier tour | Premier tour | Second tour | Second tour | Sièges |
| Étiquette      | Étiquette                          | Voix         | %            | Voix        | %           | Sièges |
| -------------- | ---------------------------------- | ------------ | ------------ | ----------- | ----------- | ------ |
|                | Parti socialiste                   | 7 830        | 19,86        | 8 365       | 30,77       | 3      |
|                | Parti communiste français          | 1 263        | 3,20         |             |             |        |
|                | Les Verts                          | 766          | 1,94         |             |             |        |
|                | Divers gauche                      | 722          | 1,83         | 1 295       | 4,76        | 0      |
|                | Extrême gauche                     | 538          | 1,36         |             |             |        |
| Gauche         | Gauche                             | 11 119       | 28,19        | 9 660       | 35,53       | 3      |
|                |                                    |              |              |             |             |        |
|                | Divers droite                      | 13 942       | 35,37        | 8 539       | 31,41       | 8      |
|                | Union pour un mouvement populaire  | 6 219        | 15,78        | 6 246       | 22,98       | 4      |
|                | Front national                     | 5 566        | 14,12        | 2 202       | 8,10        | 0      |
|                | Union pour la démocratie française | 469          | 1,19         |             |             |        |
|                | Extrême droite                     | 95           | 0,24         |             |             |        |
| Droite         | Droite                             | 26 291       | 66,60        | 16 987      | 62,49       | 12     |
|                |                                    |              |              |             |             |        |
|                | Divers                             | 2 008        | 5,09         | 539         | 1,98        | 0      |
|                |                                    |              |              |             |             |        |
| Inscrits       | Inscrits                           | 63 092       | 100,00       | 41 384      | 100,00      |        |
| Abstention     | Abstention                         | 21 839       | 34,61        | 12 911      | 31,20       |        |
| Votants        | Votants                            | 41 253       | 65,39        | 28 473      | 68,80       |        |
| Blancs et nuls | Blancs et nuls                     | 1 835        | 4,45         | 1 287       | 4,52        |        |
| Exprimés       | Exprimés                           | 39 418       | 95,55        | 27 186      | 95,48       |        |

## Résultats par canton

### Canton d'Ancerville
| Candidats      | Candidats          | Étiquette      | Premier tour | Premier tour | Second tour | Second tour |
| Candidats      | Candidats          | Étiquette      | Voix         | %            | Voix        | %           |
| -------------- | ------------------ | -------------- | ------------ | ------------ | ----------- | ----------- |
|                | Jean-Louis Canova  | DVD            | 1 021        | 21,54        | 1 469       | 29,35       |
|                | Bruno Bilde        | FN             | 1 017        | 21,45        | 1 137       | 22,72       |
|                | Pascal Guillaume   | PS             | 870          | 18,35        | 1 400       | 27,97       |
|                | Jacky Lemaire      | DVD            | 819          | 17,27        | 999         | 19,96       |
|                | Bernard Henrionnet | SE             | 576          | 12,15        |             |             |
|                | Georges Dumenil    | SE             | 438          | 9,24         |             |             |
|                |                    |                |              |              |             |             |
| Inscrits       | Inscrits           | Inscrits       | 7 618        | 100,00       | 7 617       | 100,00      |
| Abstention     | Abstention         | Abstention     | 2 648        | 34,76        | 2 448       | 32,14       |
| Votants        | Votants            | Votants        | 4 970        | 65,24        | 5 169       | 67,86       |
| Blancs et nuls | Blancs et nuls     | Blancs et nuls | 229          | 4,61         | 164         | 3,17        |
| Exprimés       | Exprimés           | Exprimés       | 4 741        | 95,39        | 5 005       | 96,83       |

### Canton de Bar-le-Duc-Nord
| Candidats      | Candidats         | Étiquette      | Premier tour | Premier tour | Second tour | Second tour |
| Candidats      | Candidats         | Étiquette      | Voix         | %            | Voix        | %           |
| -------------- | ----------------- | -------------- | ------------ | ------------ | ----------- | ----------- |
|                | Bertrand Pancher* | UMP            | 1 809        | 38,02        | 2 391       | 45,90       |
|                | Roland Corrier    | PS             | 1 656        | 34,80        | 2 818       | 54,10       |
|                | Gérald Bilde      | FN             | 684          | 14,38        |             |             |
|                | Didier Aynes      | Verts          | 368          | 7,73         |             |             |
|                | Daniel Hormaz     | EXG            | 241          | 5,07         |             |             |
|                |                   |                |              |              |             |             |
| Inscrits       | Inscrits          | Inscrits       | 8 009        | 100,00       | 8 009       | 100,00      |
| Abstention     | Abstention        | Abstention     | 3 041        | 37,97        | 2 538       | 31,69       |
| Votants        | Votants           | Votants        | 4 968        | 62,03        | 5 471       | 68,31       |
| Blancs et nuls | Blancs et nuls    | Blancs et nuls | 210          | 4,23         | 262         | 4,79        |
| Exprimés       | Exprimés          | Exprimés       | 4 758        | 95,77        | 5 209       | 95,21       |

*sortant

### Canton de Charny-sur-Meuse
| Candidats      | Candidats            | Étiquette      | Premier tour | Premier tour |
| Candidats      | Candidats            | Étiquette      | Voix         | %            |
| -------------- | -------------------- | -------------- | ------------ | ------------ |
|                | Yves Peltier*        | DVD            | 2 453        | 64,57        |
|                | Jean-François Thomas | PS             | 717          | 18,87        |
|                | Benoît Bailliot      | FN             | 489          | 12,87        |
|                | Jacky Nicolas        | PCF            | 140          | 3,69         |
|                |                      |                |              |              |
| Inscrits       | Inscrits             | Inscrits       | 6 291        | 100,00       |
| Abstention     | Abstention           | Abstention     | 2 304        | 36,62        |
| Votants        | Votants              | Votants        | 3 987        | 63,38        |
| Blancs et nuls | Blancs et nuls       | Blancs et nuls | 188          | 4,72         |
| Exprimés       | Exprimés             | Exprimés       | 3 799        | 95,28        |

*sortant

### Canton de Dun-sur-Meuse
| Candidats      | Candidats         | Étiquette      | Premier tour | Premier tour | Second tour | Second tour |
| Candidats      | Candidats         | Étiquette      | Voix         | %            | Voix        | %           |
| -------------- | ----------------- | -------------- | ------------ | ------------ | ----------- | ----------- |
|                | Alain Plun        | SE             | 515          | 27,85        | 539         | 27,84       |
|                | Alain Jacquet     | DVD            | 503          | 27,20        | 520         | 26,86       |
|                | Bernard Courtaux* | DVD            | 452          | 24,45        | 613         | 31,66       |
|                | Yvan Chardin      | PS             | 272          | 14,71        | 264         | 13,64       |
|                | Gérard Sangnier   | FN             | 107          | 5,79         |             |             |
|                |                   |                |              |              |             |             |
| Inscrits       | Inscrits          | Inscrits       | 2 462        | 100,00       | 2 460       | 100,00      |
| Abstention     | Abstention        | Abstention     | 565          | 22,95        | 475         | 19,31       |
| Votants        | Votants           | Votants        | 1 897        | 77,05        | 1 985       | 80,69       |
| Blancs et nuls | Blancs et nuls    | Blancs et nuls | 48           | 2,53         | 49          | 2,47        |
| Exprimés       | Exprimés          | Exprimés       | 1 849        | 97,47        | 1 936       | 97,53       |

*sortant

### Canton de Gondrecourt-le-Château
| Candidats      | Candidats           | Étiquette      | Premier tour | Premier tour | Second tour | Second tour |
| Candidats      | Candidats           | Étiquette      | Voix         | %            | Voix        | %           |
| -------------- | ------------------- | -------------- | ------------ | ------------ | ----------- | ----------- |
|                | Daniel Lhuillier*   | PS             | 1 126        | 46,22        | 1 394       | 54,58       |
|                | Denis Stolf         | DVD            | 457          | 18,76        | 724         | 28,35       |
|                | Jean-Pierre Lamotte | FN             | 431          | 17,69        | 436         | 17,07       |
|                | Jean-Pierre Remmele | DVD            | 237          | 9,73         |             |             |
|                | Jean-Marie Robert   | DVD            | 185          | 7,59         |             |             |
|                |                     |                |              |              |             |             |
| Inscrits       | Inscrits            | Inscrits       | 3 704        | 100,00       | 3 703       | 100,00      |
| Abstention     | Abstention          | Abstention     | 1 162        | 31,37        | 1 073       | 28,98       |
| Votants        | Votants             | Votants        | 2 542        | 68,63        | 2 630       | 71,02       |
| Blancs et nuls | Blancs et nuls      | Blancs et nuls | 106          | 4,17         | 76          | 2,89        |
| Exprimés       | Exprimés            | Exprimés       | 2 436        | 95,83        | 2 554       | 97,11       |

*sortant

### Canton de Montfaucon-d'Argonne
| Candidats      | Candidats         | Étiquette      | Premier tour | Premier tour |
| Candidats      | Candidats         | Étiquette      | Voix         | %            |
| -------------- | ----------------- | -------------- | ------------ | ------------ |
|                | Denis Cordonnier* | UMP            | 923          | 78,89        |
|                | Christian Laurent | PS             | 130          | 11,11        |
|                | Alain Lovisa      | FN             | 117          | 10,00        |
|                |                   |                |              |              |
| Inscrits       | Inscrits          | Inscrits       | 1 758        | 100,00       |
| Abstention     | Abstention        | Abstention     | 515          | 29,29        |
| Votants        | Votants           | Votants        | 1 243        | 70,71        |
| Blancs et nuls | Blancs et nuls    | Blancs et nuls | 73           | 5,87         |
| Exprimés       | Exprimés          | Exprimés       | 1 170        | 94,13        |

*sortant

### Canton de Pierrefitte-sur-Aire
| Candidats      | Candidats        | Étiquette      | Premier tour | Premier tour |
| Candidats      | Candidats        | Étiquette      | Voix         | %            |
| -------------- | ---------------- | -------------- | ------------ | ------------ |
|                | Christian Namy*  | DVD            | 886          | 50,69        |
|                | Michel Jeanvoine | PS             | 548          | 31,35        |
|                | Francis Maginot  | FN             | 314          | 17,96        |
|                |                  |                |              |              |
| Inscrits       | Inscrits         | Inscrits       | 2 785        | 100,00       |
| Abstention     | Abstention       | Abstention     | 892          | 32,03        |
| Votants        | Votants          | Votants        | 1 893        | 67,97        |
| Blancs et nuls | Blancs et nuls   | Blancs et nuls | 145          | 7,66         |
| Exprimés       | Exprimés         | Exprimés       | 1 748        | 92,34        |

*sortant

### Canton de Saint-Mihiel
| Candidats      | Candidats           | Étiquette      | Premier tour | Premier tour | Second tour | Second tour |
| Candidats      | Candidats           | Étiquette      | Voix         | %            | Voix        | %           |
| -------------- | ------------------- | -------------- | ------------ | ------------ | ----------- | ----------- |
|                | Philippe Martin     | UMP            | 1 193        | 33,33        | 1 788       | 48,17       |
|                | Olivier Audéoud     | DVG            | 722          | 20,17        | 1 295       | 34,89       |
|                | Stéphane Carillon   | FN             | 582          | 16,26        | 629         | 16,95       |
|                | Philippe Colson     | SE             | 479          | 13,38        |             |             |
|                | René Huret          | UDF            | 469          | 13,10        |             |             |
|                | Christophe Paillard | EXG            | 134          | 3,74         |             |             |
|                |                     |                |              |              |             |             |
| Inscrits       | Inscrits            | Inscrits       | 5 631        | 100,00       | 5 630       | 100,00      |
| Abstention     | Abstention          | Abstention     | 1 884        | 33,46        | 1 745       | 30,99       |
| Votants        | Votants             | Votants        | 3 747        | 66,54        | 3 885       | 69,01       |
| Blancs et nuls | Blancs et nuls      | Blancs et nuls | 168          | 4,48         | 173         | 4,45        |
| Exprimés       | Exprimés            | Exprimés       | 3 579        | 95,52        | 3 712       | 95,55       |

### Canton de Spincourt
| Candidats      | Candidats           | Étiquette      | Premier tour | Premier tour |
| Candidats      | Candidats           | Étiquette      | Voix         | %            |
| -------------- | ------------------- | -------------- | ------------ | ------------ |
|                | Jean-Marie Missler* | DVD            | 1 968        | 54,41        |
|                | Éric Bernardi       | PCF            | 1 049        | 29,00        |
|                | Jeannine Fichefet   | FN             | 360          | 9,95         |
|                | René Mangin         | Verts          | 240          | 6,64         |
|                |                     |                |              |              |
| Inscrits       | Inscrits            | Inscrits       | 5 803        | 100,00       |
| Abstention     | Abstention          | Abstention     | 2 064        | 35,57        |
| Votants        | Votants             | Votants        | 3 739        | 64,43        |
| Blancs et nuls | Blancs et nuls      | Blancs et nuls | 122          | 3,26         |
| Exprimés       | Exprimés            | Exprimés       | 3 617        | 96,74        |

*sortant

### Canton de Seuil-d'Argonne
| Candidats      | Candidats       | Étiquette      | Premier tour | Premier tour | Second tour | Second tour |
| Candidats      | Candidats       | Étiquette      | Voix         | %            | Voix        | %           |
| -------------- | --------------- | -------------- | ------------ | ------------ | ----------- | ----------- |
|                | Olivier Chazal* | UMP            | 577          | 46,99        | 642         | 49,54       |
|                | René Gigout     | DVD            | 364          | 29,64        | 468         | 36,11       |
|                | Marion Varinot  | PS             | 166          | 13,52        | 186         | 14,35       |
|                | Franck Beaumann | FN             | 121          | 9,85         |             |             |
|                |                 |                |              |              |             |             |
| Inscrits       | Inscrits        | Inscrits       | 1 621        | 100,00       | 1 621       | 100,00      |
| Abstention     | Abstention      | Abstention     | 331          | 20,42        | 276         | 17,03       |
| Votants        | Votants         | Votants        | 1 290        | 79,58        | 1 345       | 82,97       |
| Blancs et nuls | Blancs et nuls  | Blancs et nuls | 62           | 4,81         | 49          | 3,64        |
| Exprimés       | Exprimés        | Exprimés       | 1 228        | 95,19        | 1 296       | 96,36       |

*sortant

### Canton de Varennes-en-Argonne
| Candidats      | Candidats                 | Étiquette      | Premier tour | Premier tour |
| Candidats      | Candidats                 | Étiquette      | Voix         | %            |
| -------------- | ------------------------- | -------------- | ------------ | ------------ |
|                | Jean-Francois Lamorlette* | UMP            | 650          | 78,03        |
|                | Catherine Jung            | PS             | 130          | 15,61        |
|                | Sylvie Zaba               | FN             | 53           | 6,36         |
|                |                           |                |              |              |
| Inscrits       | Inscrits                  | Inscrits       | 1 176        | 100,00       |
| Abstention     | Abstention                | Abstention     | 286          | 24,32        |
| Votants        | Votants                   | Votants        | 890          | 75,68        |
| Blancs et nuls | Blancs et nuls            | Blancs et nuls | 57           | 6,40         |
| Exprimés       | Exprimés                  | Exprimés       | 833          | 93,60        |

*sortant

### Canton de Vaubecourt
| Candidats      | Candidats        | Étiquette      | Premier tour | Premier tour | Second tour | Second tour |
| Candidats      | Candidats        | Étiquette      | Voix         | %            | Voix        | %           |
| -------------- | ---------------- | -------------- | ------------ | ------------ | ----------- | ----------- |
|                | Émile Thouvenin  | DVD            | 342          | 21,32        | 646         | 41,12       |
|                | Didier Masse     | UMP            | 286          | 17,83        | 447         | 28,45       |
|                | Claude Martinet  | DVD            | 253          | 15,77        | 478         | 30,43       |
|                | Alain Chaudron   | DVD            | 213          | 13,28        |             |             |
|                | Daniel Laurent   | PS             | 206          | 12,84        |             |             |
|                | André Tur        | DVD            | 157          | 9,79         |             |             |
|                | Christine Tixier | FN             | 147          | 9,16         |             |             |
|                |                  |                |              |              |             |             |
| Inscrits       | Inscrits         | Inscrits       | 2 323        | 100,00       | 2 303       | 100,00      |
| Abstention     | Abstention       | Abstention     | 654          | 28,15        | 593         | 25,75       |
| Votants        | Votants          | Votants        | 1 669        | 71,85        | 1 710       | 74,25       |
| Blancs et nuls | Blancs et nuls   | Blancs et nuls | 65           | 3,89         | 139         | 8,13        |
| Exprimés       | Exprimés         | Exprimés       | 1 604        | 96,11        | 1 571       | 91,87       |

### Canton de Vaucouleurs
| Candidats      | Candidats          | Étiquette      | Premier tour | Premier tour |
| Candidats      | Candidats          | Étiquette      | Voix         | %            |
| -------------- | ------------------ | -------------- | ------------ | ------------ |
|                | Gérard Lahure*     | DVD            | 1 347        | 55,27        |
|                | Ghislain Gallois   | PS             | 596          | 24,46        |
|                | Christiane Lamotte | FN             | 494          | 20,27        |
|                |                    |                |              |              |
| Inscrits       | Inscrits           | Inscrits       | 3 870        | 100,00       |
| Abstention     | Abstention         | Abstention     | 1 315        | 33,98        |
| Votants        | Votants            | Votants        | 2 555        | 66,02        |
| Blancs et nuls | Blancs et nuls     | Blancs et nuls | 118          | 4,62         |
| Exprimés       | Exprimés           | Exprimés       | 2 437        | 95,38        |

*sortant

### Canton de Vavincourt
| Candidats      | Candidats            | Étiquette      | Premier tour | Premier tour | Second tour | Second tour |
| Candidats      | Candidats            | Étiquette      | Voix         | %            | Voix        | %           |
| -------------- | -------------------- | -------------- | ------------ | ------------ | ----------- | ----------- |
|                | Jean-Claude Salziger | PS             | 647          | 31,26        | 1 098       | 52,97       |
|                | Jean-Luc Obara       | DVD            | 526          | 25,41        | 975         | 47,03       |
|                | André Francois       | DVD            | 498          | 24,06        | Retrait     | Retrait     |
|                | Éric Beaumann        | FN             | 241          | 11,64        |             |             |
|                | Jean Jacq            | Verts          | 158          | 7,63         |             |             |
|                |                      |                |              |              |             |             |
| Inscrits       | Inscrits             | Inscrits       | 2 998        | 100,00       | 2 998       | 100,00      |
| Abstention     | Abstention           | Abstention     | 814          | 27,15        | 705         | 23,52       |
| Votants        | Votants              | Votants        | 2 184        | 72,85        | 2 293       | 76,48       |
| Blancs et nuls | Blancs et nuls       | Blancs et nuls | 114          | 5,22         | 220         | 9,59        |
| Exprimés       | Exprimés             | Exprimés       | 2 070        | 94,78        | 2 073       | 90,41       |

### Canton de Verdun-Ouest
| Candidats      | Candidats           | Étiquette      | Premier tour | Premier tour | Second tour | Second tour |
| Candidats      | Candidats           | Étiquette      | Voix         | %            | Voix        | %           |
| -------------- | ------------------- | -------------- | ------------ | ------------ | ----------- | ----------- |
|                | Arsène Lux          | DVD            | 1 261        | 35,53        | 1 647       | 43,00       |
|                | Maurice Delamarche* | UMP            | 781          | 22,01        | 978         | 25,54       |
|                | Bruno Boschiero     | PS             | 766          | 21,58        | 1 205       | 31,46       |
|                | Dominique Bilde     | FN             | 409          | 11,52        |             |             |
|                | Marcel Perin        | EXG            | 163          | 4,59         |             |             |
|                | Claude Bernard      | EXD            | 95           | 2,68         |             |             |
|                | Paule Gecils Fonte  | PCF            | 74           | 2,09         |             |             |
|                |                     |                |              |              |             |             |
| Inscrits       | Inscrits            | Inscrits       | 7 043        | 100,00       | 7 043       | 100,00      |
| Abstention     | Abstention          | Abstention     | 3 364        | 47,76        | 3 058       | 43,42       |
| Votants        | Votants             | Votants        | 3 679        | 52,24        | 3 985       | 56,58       |
| Blancs et nuls | Blancs et nuls      | Blancs et nuls | 130          | 3,53         | 155         | 3,89        |
| Exprimés       | Exprimés            | Exprimés       | 3 549        | 96,47        | 3 830       | 96,11       |

*sortant